# Шандор Шаллаї
Шандор Шаллаї (угор. Sándor Sallai, нар. 26 березня 1960, Дебрецен) — угорський футболіст, що грав на позиції захисника.
Виступав, зокрема, за клуби «Дебрецен» та «Гонвед», а також національну збірну Угорщини, з якою був учасником двох чемпіонатів світу.

## Клубна кар'єра
У дорослому футболі дебютував 1978 року виступами за команду «Дебрецен» з однойменного рідного міста, в якій провів п'ять сезонів, взявши участь у 95 матчах чемпіонату. Більшість часу, проведеного у складі «Дебрецена», був основним гравцем захисту команди.
1983 року команда вилетіла до другого дивізіону і Шаллаї перейшов у столичний «Гонвед». Відіграв за клуб з Будапешта наступні сім сезонів своєї ігрової кар'єри. У 1984 році він досяг першого успіху в цьому клубі, коли виграв чемпіонат Угорщини. У 1985 році виграв «золотий дубль» з «Гонведом» — чемпіонат та Кубок Угорщини. У 1986 році захистив чемпіонське звання, а у 1988 і 1989 роках він знову ставав національним чемпіоном, при цьому в останньому випадку він також виграв і кубок країни.
Завершив ігрову кар'єру у нижчоліговій швейцарській команді «Делемон», за яку виступав протягом 1990—1992 років.

## Виступи за збірні
Виступав за юнацьку збірну Угорщини (U-20), у складі якої 1979 року брав участь в чемпіонаті світу серед молодіжних команд.
23 вересня 1981 року дебютував в офіційних іграх у складі національної збірної Угорщини у відбірковому матчі до чемпіонату світу 1982 року проти збірної Румунії, що завершився нульовою нічиєю
У складі збірної був учасником чемпіонату світу 1982 року в Іспанії та чемпіонату світу 1986 року у Мексиці. На обох турнірах Шаллаї був основним гравцем, зігравши по три матчі, але в обох випадках угорці не подолали груповий етап.
Свій останній виступ за збірну Шандор Шаллаї провів у товариському матчі проти збірної Греції 25 жовтня 1989 року, той матч завершився нічиєю з рахунком 1:1. Загалом протягом кар'єри у національній команді, яка тривала 9 років, провів у її формі 55 матчів, забивши 1 гол .

## Титули і досягнення
- Чемпіон Угорщини (5):

«Гонвед»: 1983/84, 1984/85, 1985/86, 1987/88, 1988/89
- Володар Кубка Угорщини (2):

«Гонвед»: 1984/85, 1988/89